# Диджле, Хатип
Мехмет Хатип Диджле (1954, Диярбакыр) — турецкий политик курдского происхождения, член Партии мира и демократии.

## Биография
Хатип Диджле в 1979 году окончил Технический университет Стамбула. С 1970-х годов входил в народную трудовую партию (HEP).
Поле запрета Народной трудовой партии Диджле стал членом демократической партии. В 1991 году был избран членом Великого национального собрания от Диярбакыра. 12 декабря 1993 года он был избран её председателем.
2 марта 1994 года парламент Турции лишил Диджле неприкосновенности и в тот же день он был арестован. 8 декабря 1994 года Диджле Хатип, Лейла Зана, Орхан Доган и Селим Садак были приговорены к 15 годам заключения за членство в террористической организации (Рабочей партии Курдистана). Amnesty International признала осуждённых узниками совести.
9 июня 2004 года все четверо осуждённых были выпущены после давления, оказанного Евросоюзом на Турцию в связи с их арестом. Впрочем, Диджле было запрещено заниматься политической деятельностью.
В 2007 году Диджле был приговорён к 20 месяцам тюремного заключения за интервью данное, новостному агентству ANKA news agency, в котором высказал своё мнение по поводу турецко-курдского конфликта. Его приговор подвергся критике, так как Диджле высказался в пользу мирного решения данного конфликта.
В апреле 2010 года он был снова арестован в связи с расследованием деятельности Союза общин Курдистана.
В ходе прошедших в июне 2011 года парламентских выборов Диджле баллотировался в качестве представителя от ила Диярбакыр. Он набрал большинство голосов, но его результат был аннулирован. Поводом к этому стало его осуждение «за членство в террористической организации» (под террористической организацией подразумевалась Рабочая партия Курдистана) в 1994 году.
Рыза Тюрмен, представитель Европейского суда по правам человека, осудил это решение.